# Реконструкція нотної колекції графа О. К. Розумовського за каталогами XVIII сторіччя
Реконструкція нотної колекції графа О. К. Розумовського за каталогами XVIII сторіччя  — книга 2004 року українського кандидата мистецтвознавства Лариси Івченко, котра зробила спробу відтворити межі і характер музичної бібліотеки із садиби Яготин. Нотна бібліотека Розумовських зберігається в НБУ імені В. І. Вернадського.

## Яготинська нотна бібліотека, історія

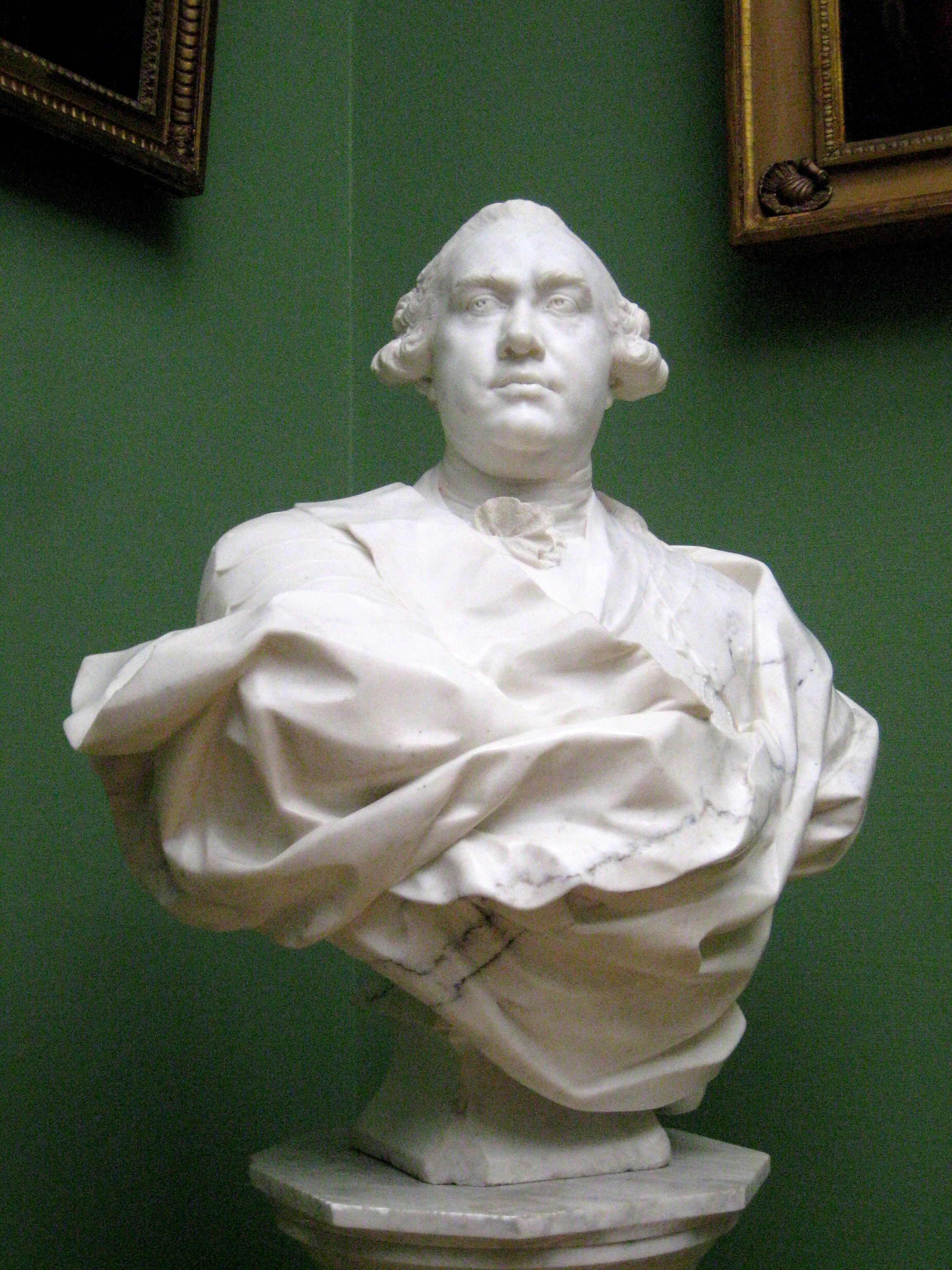
Скульптор Андре-Жан Лебрен. Граф Кирило Розумовський, мармур, Третьяковська галерея, Москва.

Як і кожний вельможа Російської імперії, граф Кирило Григорович Розумовський розділяв модні, панівні ідеї середини і кінця 18 століття. Серед яких — будівництво садиб (архітектура), паркобудування і ботаніка, оперний театр і музика, приватна бібліотека.
В історії архітектури залишили слід палац К. Г. Розумовського в місті Глухів з садом бароко, палац в Петербурзі, садиба Петровське-Розумовське під Москвою, садиба Яготин, палац в місті Батурин. Наближеність до двору російської імператриці дозволила залучати до будівництва практично найкращих, найталановитіших на той час архітекторів, російських і іноземних, серед яких — Антоніо Рінальді, Валлєн Деламот, Олександр Кокорінов, Квасов Андрій Васильович, Чарльз Камерон, Адам Менелас.
Але вельможні садиби — це не тільки палаци, стайні, кухні і господарські споруди, це садово-паркові ансамблі з павільйонами, театрами і приватними картинними галереями та бібліотеками. Наприкінці життя у пихатого Розумовського погіршувались відносини з імператрицею Катериною ІІ і він наказав вибудувати палац в Києві. За переказами, амбітний вельможа не бажав, аби його маєток в Києві використовували для постояльців-військових. Він наказав розібрати дерев'яний палац і возами перевезти колоди в Яготин, де наново відбудували споруду. В новітню садибу перевели все — від коней і кріпаків до картинної галереї, музичних інструментів і бібліотеки.
Звичайно, бібліотека графа виникла не в 1790 році, коли той придбав землі в Яготині, а раніше. Особливістю садибної бібліотеки Яготина стала нотна збірка. Вона була покажчиком матеріального статку володаря і мала значну грошову і мистецьку вартість. Ноти того часу виготовляли трудомістким засобом гравіювання, тому коштували надзвичайно дорого. Дозволити собі мати нотну бібліотеку могло лише обмежене коло магнатів, серед яких був і Кирило Розумовський. Знаючи про рідкісні видання нотної бібліотеки, володар дав наказ створити каталоги. Саме каталоги, а не інвентарний опис, бо не збирався ні продавати бібліотеку, ні комусь дарувати. Склад нотної бібліотеки з часом мінявся, бо надходили доповнення і по смерті графа, і нові рукописні копії потрібних нот, що коштували значно дешевше.
Нотна бібліотека садиби Яготин — стала унікальним явищем на землях Лівобережної Україні як втілення важливих досягнень та нездійсненності багатьох обіцянок доби просвітництва. Мистецька вартість музичної бібліотеки із садиби Яготин набуває надзвичайної значущості і через знищення садиб на землях Лівобережної Україні, і через розпорошення садибних колекцій, якщо ті були збережені, і через вивіз великих бібліотек в російські центри, як були вивезені приватні бібліотеки з садиб України Старий Мерчик чи Воронцовського палацу в Криму — до Москви.
На тлі масового розпорошення приватних бібліотек за часів СРСР, неконтрольованого продажу видань за кордоном радянською фірмою «Міжнародна книга», котра десятиліттями розпродавала бібліотеки державні, церковні чи монастирські, приватні, царські і садибні, музичній бібліотеці із садиби Яготин майже «пощастило». Неповну, недосліджену, практично покинуту в садибі, її встигли вивезти 1918 року в Київ і призабули майже на 80 років.

## Дослідження збереженої частини нотної бібліотеки із садиби Яготин
Спробу дослідити яготинське нотне зібрання зробила кандидат мистецтвознавства Лариса Івченко, завідувач відділу формування музичних фондів НБУ імені В. І. Вернадського. Музичні бібліотеки рідкісні навіть в Західній Європі, котра століттями мала декілька відомих музичних центрів в Флоренції, Римі, Парижі, Болоньї, Відні, Мадриді, Лондоні, Гамбурзі, Венеції. На теренах України яготинська музична бібліотека — принаймні єдина збережена, що сформована ще наприкінці 18 століття і в неповному стані дійшла до 21 століття. Унікальними є не тільки самі ноти, які в ті часи виробляли трудомістким засобом гравіювання, а і твори та імена популярних тоді композиторів. Серед них перші або прижиттєві музичні твори — Арканджело Кореллі, Джузеппе Тартіні, Йозефа Гайдна, Франческо Морлаккі, Моцарта, синів Йоганна Себастьяна Баха. В збірці знайдені також рідкісні авторські рукописи опер італійського композитора Дженнаро Астаріта «Безлюдний острів» та «Бакалійник». Остання опера була створена на лібрето Княжніна за замовою самого Олексія Кириловича Розумовського. В яготинській нотній бібліотеці знайдені також рукописні копії творів прусського короля Фрідріха ІІ, аматора-виконавця і прихильника гри на флейті.
Уявному відтворенню складу бібліотеки сприяють і випадково збережені каталоги яготинського нотного зібрання. Це вісім солідних книг у шкіряних обкладинках, що мають суперекслібрис із графською короною та ініціалами латиною — ACR. Кожна з книг подає опис окремого музичного жанру зібрання — сонати, дуету, симфонії, тріо, секстетів, квінтетів, квартетів. Загальна кількість одиниць збереження досягає 1700, але є приєднані матеріали 19 ст., які, ймовірно, додали представники родини Репніних-Волконських. На відміну від надто коштовних книг і нотних видань, рукописні копії нот тоді були значно дешевші. Такі копії теж представлені у яготинській музичній бібліотеці. Зібрання ще не досліджене повністю. Частка творів викликає науковий інтерес і інтригує невідомими відкриттями. Серед знайденого — непідписана симфонія, ноти якої оприлюднено в Парижі 1760 року. За попередніми припущеннями вона може бути твором композитора Максима Березовського. В 1991 році частка нотної бібліотеки із садиби Яготин була показана на виставці в місті Прага.

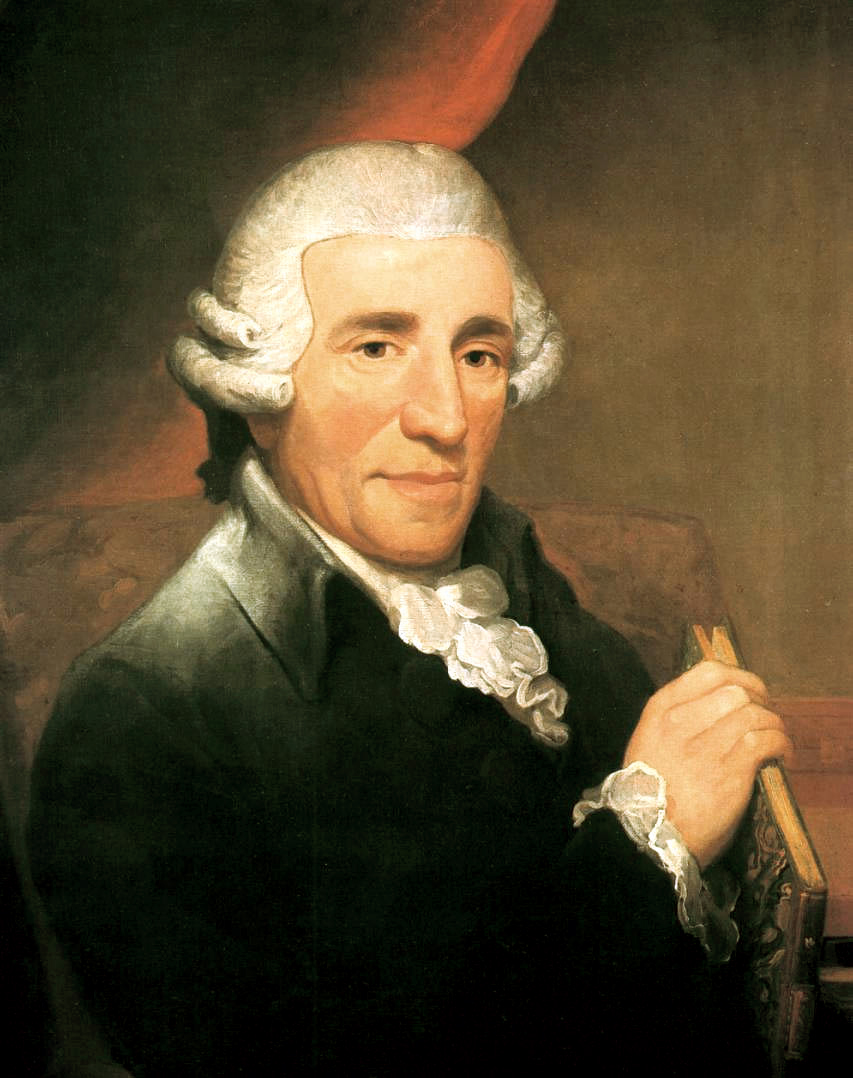
Йозеф Гайдн, портрет 1792 року
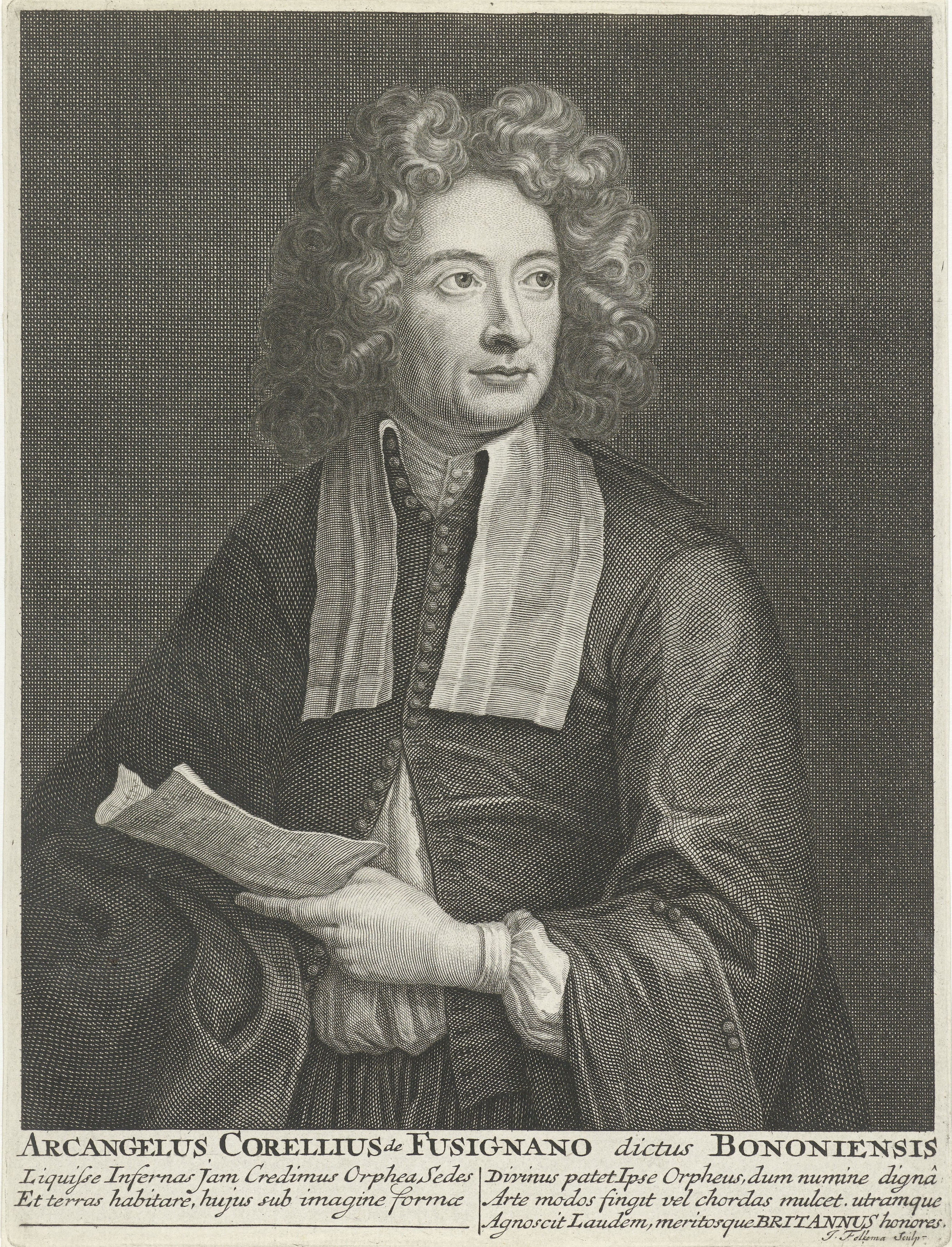
Арканджело Кореллі
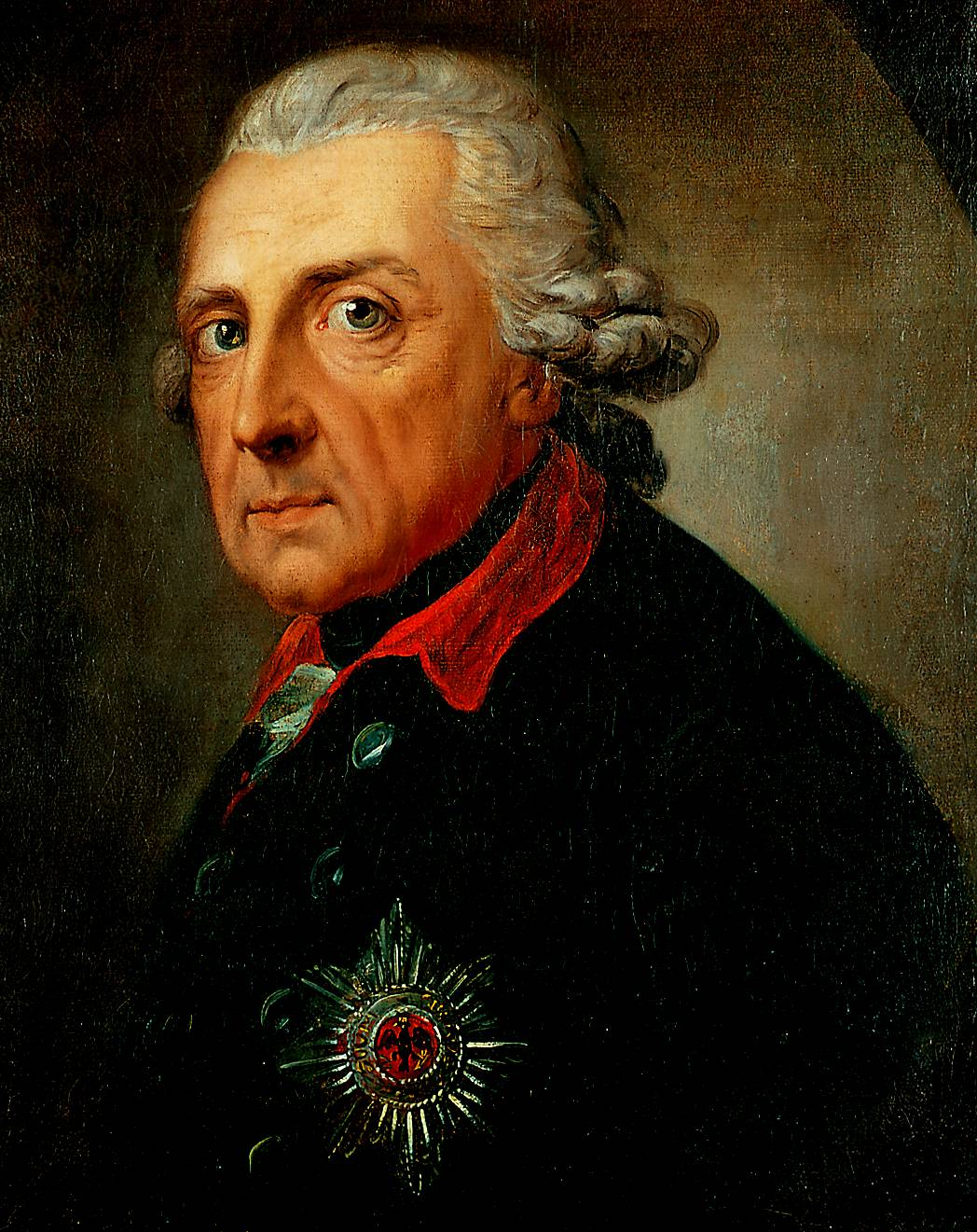
Фрідріх II (король Пруссії)
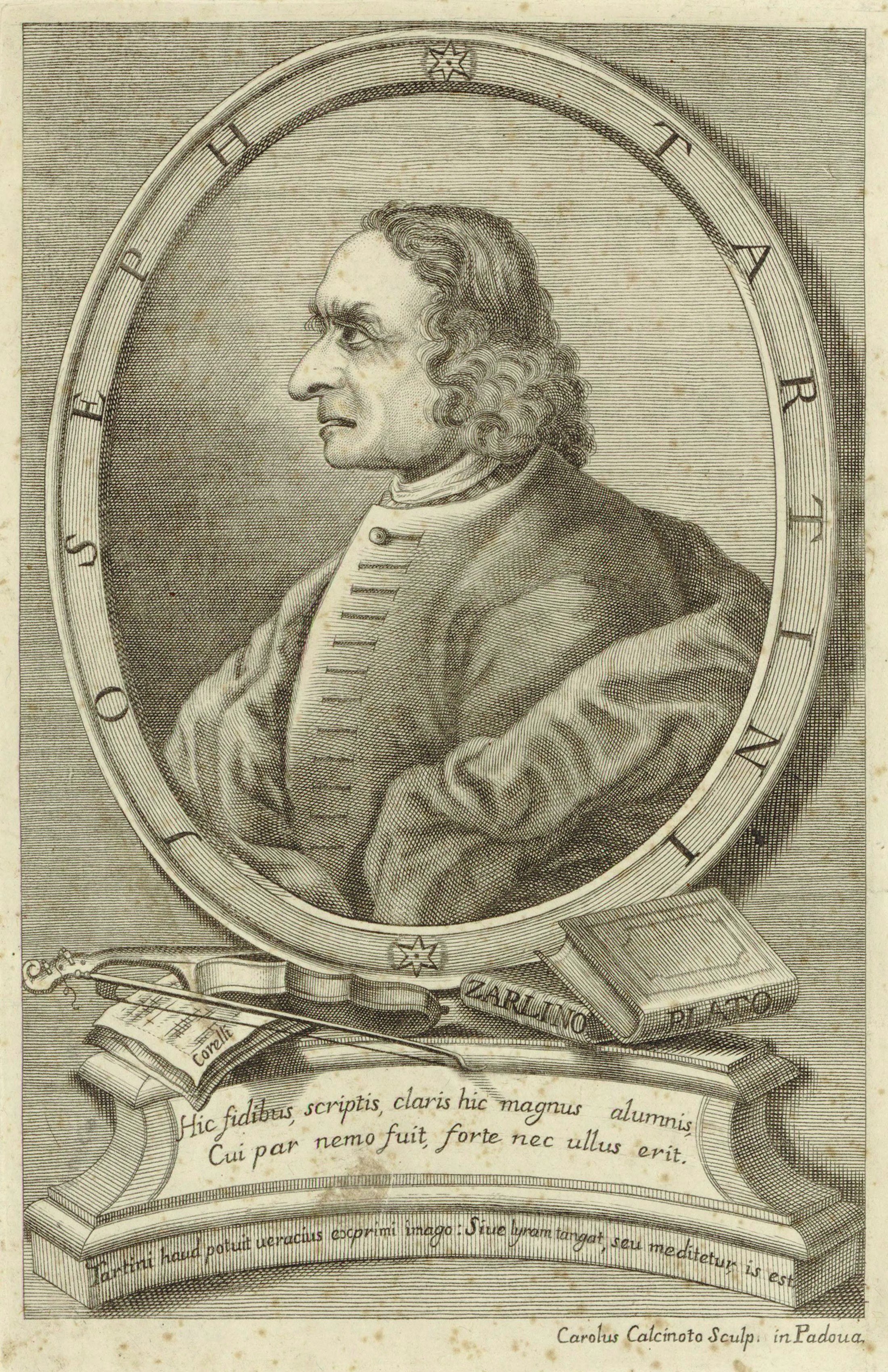
Джузеппе Тартіні  (помер 1770 р.)